# Třída Asahi
Třída Asahi (jinak též 25DD) je třída víceúčelových torpédoborců Japonských námořních sil sebeobrany. Ve službě nahradily torpédoborce třídy Hacujuki pocházející z 80. let. Jejich hlavní úlohou je vyhledávání a ničení moderních ponorek (např. čínské typy 039A/B a 093). První dva objednané torpédoborce byly přijaty do služby v letech 2018–2019. Jsou to první japonské válečné lodě s pohonným systémem koncepce COGLAG.

## Stavba
Do roku 2016 byly objednány dvě jednotky této třídy. Prototypový torpédoborec Asahi postavila japonská loděnice Mitsubishi Heavy Industries (MHI) v Nagasaki. Plavidlo bylo na vodu spuštěno 20. října 2016. Slavnostního ceremoniálu se účastnilo 1300 osob, včetně japonského ministra obrany. Do služby bylo přijato v březnu 2018. Jeho sesterská loď Širanui byla do služby přijata v únoru 2019.
Jednotky třídy Asahi:
| Jméno            | Zahájení stavby | Spuštěna       | Vstup do služby | Status  |
| ---------------- | --------------- | -------------- | --------------- | ------- |
| Asahi (DD-119)   | 4. srpna 2015   | 19. října 2016 | 7. března 2018  | aktivní |
| Širanui (DD-120) | 20. května 2016 | 12. října 2017 | 27. února 2019  | aktivní |

## Konstrukce

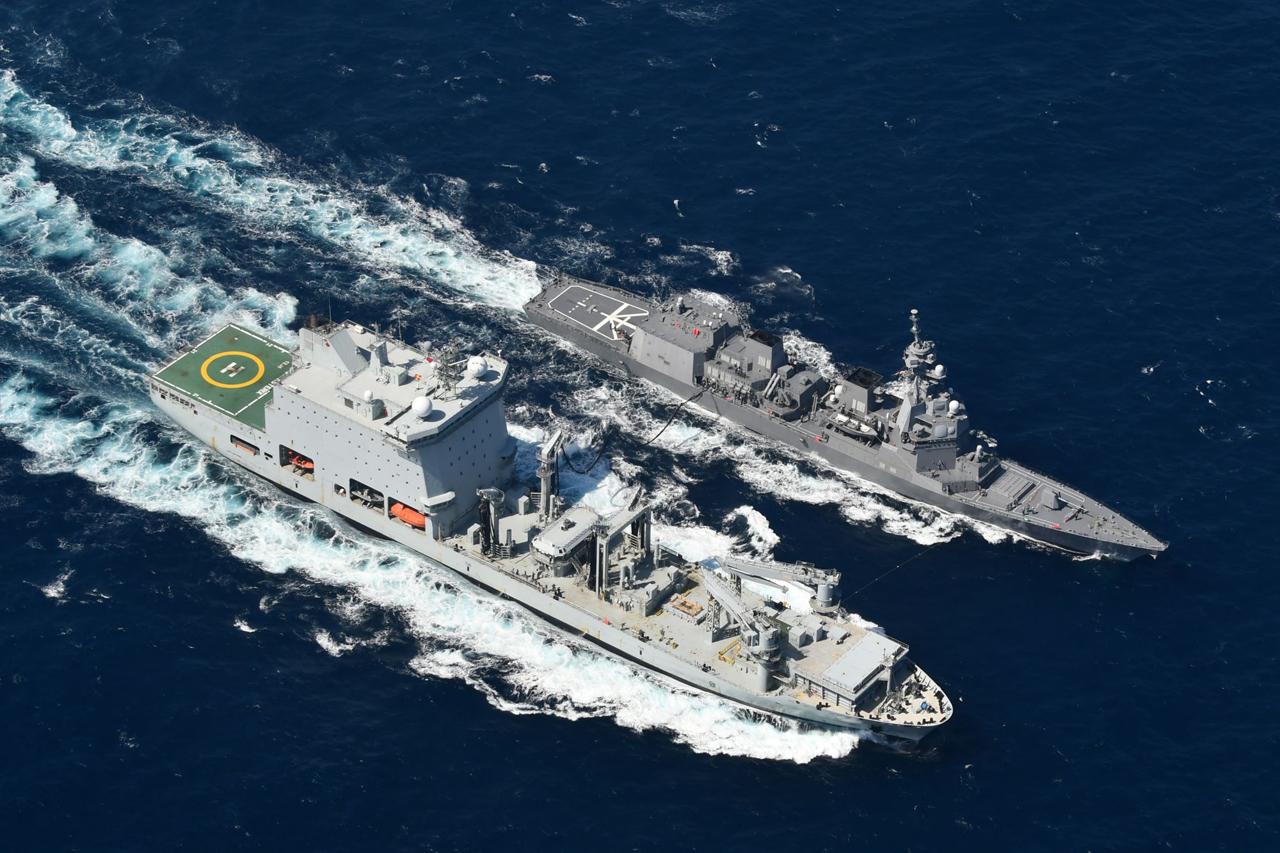
Širanui (DD-120) s kanadskou zásobovací lodí MV Asterix

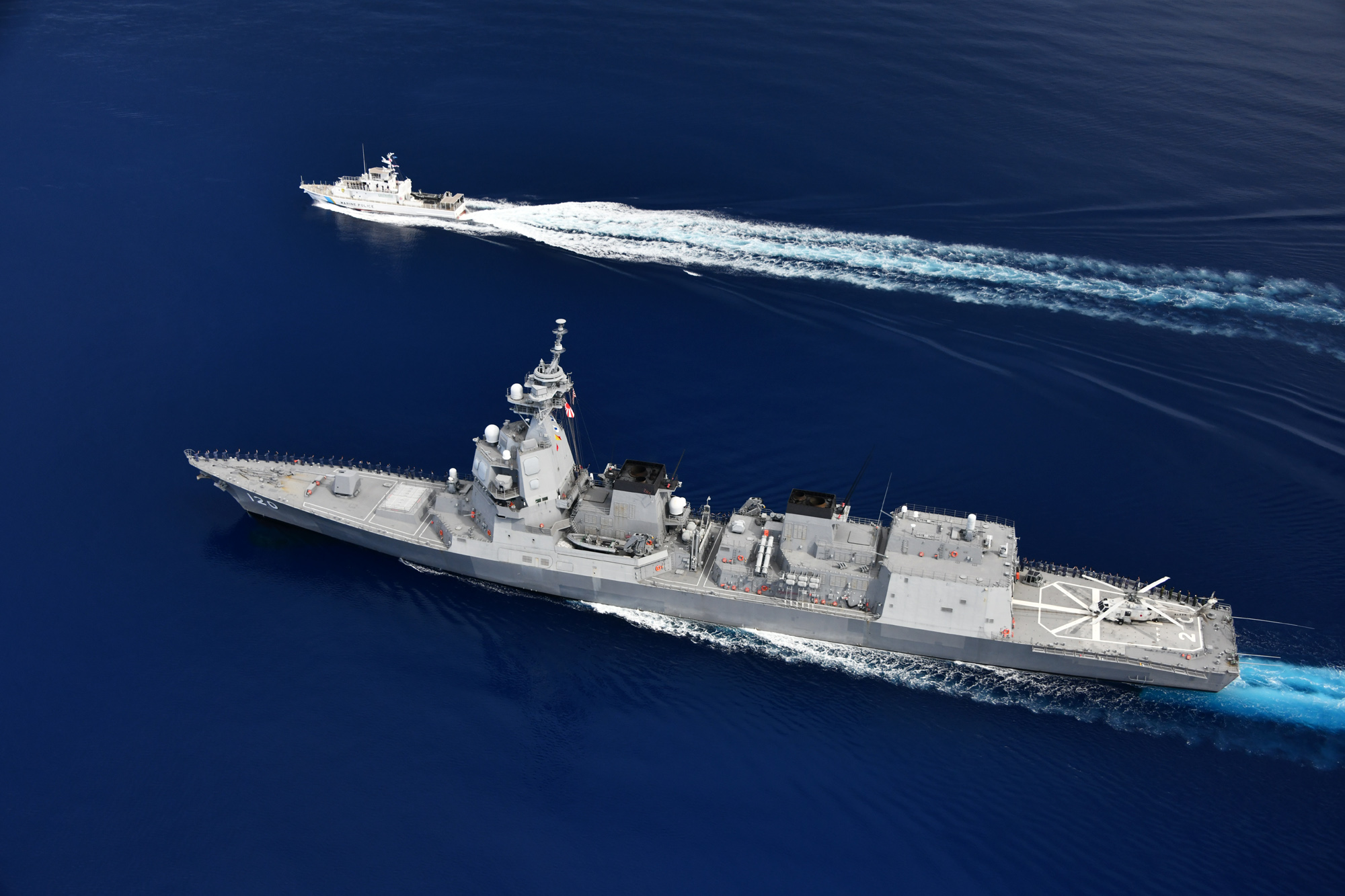
Širanui (DD-120)

Elektroniku tvoří bojový řídící systém QYQ-11, protiletadlový systém FCS-3A, jehož hlavní součástí je vzdušný vyhledávací radar OPS-50A. K detekci ponorek slouží trupový sonar OQQ-24 a vlečný sonar s měnitelnou hloubkou ponoru OQR-4. Hlavňovou výzbroj tvoří jeden 127mm kanón a dva 20mm kanónové komplety Phalanx. Na palubě je instalováno 32násobné vertikální odpalovací zařízení MK 41 pro protiletadlové řízené střely RIM-162 ESSM a raketová torpéda RUM-139 VL-ASROC, dále osm protilodních střel typu 90 a dva trojhlavňové 324mm protiponorkové torpédomety HOS-303. Na zádi se nachází přistávací plocha a hangár pro protiponorkový vrtulník SH-60K Seahawk. Pohonný systém je koncepce COGLAG (Combined gas turbine electric and gas turbine). Tvoří jej dvě plynové turbíny GE/IHI LM2500IEC o celkovém výkonu 62 500 shp, pohánějící dva lodní šrouby. Při nízkých rychlostech vyrábějí elektřinu pro elektromotory a při vysokých šrouby pohánějí přímo přes převodovky. Nejvyšší rychlost dosáhne 30 uzlů.